# Малка, Уршула Магдалена
Уршу́ла Магдале́на Ма́лка (пол. Urszula Magdalena Malka; род. 31 мая 1979, Плоцк, Польская Народная Республика) — актриса Академического Малого драматического театра — Театра Европы в Санкт-Петербурге. Имеет польское происхождение.

## Биография
Уршула Малка родилась 31 мая 1979 года в польском городе Плоцке. У неё есть старший брат и младшая сестра.
В 2002 году попыталась поступить в актёрскую школу в Варшаве, но в приёме документов ей было отказано из-за ограничения по возрасту.

«В Польше мне не удалось поступить в актёрскую школу. В Варшаве даже не приняли мои документы, потому что я была слишком старой. А ведь тогда мне было лишь 23 года…

… У меня уже нет Польши, а Россия всё ещё не моя. Есть моменты, особенно когда мне тяжело, что я злюсь на свою родину за то, что я вынуждена была уехать, потому что в Польше я не могла начать актёрскую карьеру. Сперва я была слишком старой, сейчас меня никто в Польше не знает. И иногда я огорчаюсь на Польшу за все свои российские неудачи».— Уршула Малка, из интервью польской газете «Rzeczpospolita», 6 марта 2010 года.
В 2003 году «упаковала вещи и из небольшого польского города Остроленка приехала в Санкт-Петербург, чтобы попытать счастья на актёрских курсах у мастера Льва Додина».
В 2007 году окончила факультет актёрского искусства и режиссуры Санкт-Петербургской государственной академии театрального искусства (СПбГАТИ) (руководитель курса — Лев Абрамович Додин), сразу после чего вошла в состав Молодой студии Академического Малого драматического театра — Театра Европы в Санкт-Петербурге под руководством Льва Додина, а в 2012 году приглашена в труппу этого театра, где служит по настоящее время.

### Личная жизнь
- Бывший муж — Данила Валерьевич Козловский (род. 3 мая 1985),  российский актёр театра и кино, кинорежиссёр, сценарист, продюсер, заслуженный артист Российской Федерации (2018), актёр Академического Малого драматического театра — Театра Европы в Санкт-Петербурге под руководством Льва Додина. Уршула и Данила учились на одном курсе на факультете актёрского искусства и режиссуры СПбГАТИ (2003—2007)[3]. Поженились осенью 2008 года[2]. Расстались в 2011 году[4]. По состоянию на 29 апреля 2013 года официально брак не был расторгнут. Общих детей у пары нет[1].

## Творчество

### Роли в театре

#### Академический Малый драматический театр — Театр Европы(Санкт-Петербург)
- 2007 (по настоящее время) — «Муму» по мотивам произведений Ивана Тургенева — Ксюшка
- 2007 (по настоящее время) — «Варшавская мелодия» по одноимённой пьесе Леонида Зорина — Гелена
- 2007 (по настоящее время) — «Дом Бернарды Альбы» по одноимённой пьесе Федерико Гарсиа Лорки — Адела, дочь Бернарды Альбы
- 2008 (по настоящее время) — «Бесплодные усилия любви» по одноимённой комедии Уильяма Шекспира — Жакнета, деревенская девушка
- 2010 — «Лорензаччо» Альфреда де Мюссе — маркиза Чибо
- 2010 (по настоящее время) — «Русалочка» по одноимённой сказке Ханса Кристиана Андерсена — Русалочка
- 2011 (по настоящее время) — «Все дни, все ночи» по пьесе шведской писательницы Маргареты Гарпе — Йонна, дочь Кристы и Мартина
- 2013 (по настоящее время) — «Наш класс» по пьесе Тадеуша Слободзянека — Зоська
- 2015 (по настоящее время) — «Братья и сёстры. Версия 2015» по одноимённому роману Фёдора Абрамова — Анисья, жена Тимофея Лобанова

### Фильмография

#### Роли в кино
- 2014 — «Григорий Р.» — Занотти
- 2015 — «Под электрическими облаками» — Анжелика фон Геринг, жена Бориса
- 2016 — «Блуждающие» — София (главная роль)
- 2020 — «Грозный» — Магдалена
- 2023 — «Фандорин. Азазель» — Анна, императрица, жена Николая III
- 2023 — «Мёрзлая земля» — Светлана Сортыкова
- 2024 — «Чистые» — Великая княгиня

#### Дублирование
- 2013 — «Эффект колибри» («Hummingbird»; Великобритания) — сестра Кристина (роль Агаты Бузек)

## Награды
- 2008 — номинация «Лучшая женская роль» на высшую театральную премию Санкт-Петербурга «Золотой софит» в категории «Драматические театры» — за роль Гели в спектакле «Варшавская мелодия» по одноимённой пьесе Леонида Зорина в постановке Льва Додина на сцене Малого драматического театра — Театра Европы в Санкт-Петербурге[5].